# Campoli Appennino
Campoli Appennino är en ort och kommun i provinsen Frosinone i regionen Lazio i Italien. Kommunen hade 1 673 invånare (2018).